# Gyasi Zardes
Gyasi Zardes (Hawthorne, 2 de setembro de 1991) é um futebolista norte-americano. Atualmente está sem clube.

## Carreira
Zardes integrou a Seleção Estadunidense de Futebol na Copa Ouro da CONCACAF de 2015 e 2017.

## Títulos
Los Angeles Galaxy
- MLS Cup: 2014

Columbus Crew SC
- MLS Cup: 2020

Seleção dos Estados Unidos
- Copa Ouro da CONCACAF: 2017, 2021